# Världscupen i alpin skidåkning 2018/2019
Världscupen i alpin skidåkning 2018/2019 var den 53:e upplagan av världscupen och pågick mellan den 27 oktober 2018 och den 17 mars 2019. Den tog sin början i Sölden, Österrike och avslutades i Soldeu, Andorra. Världscupen gjorde avbrott 5–17 februari för världsmästerskapen i Åre.
Regerande världscupvinnare, från föregående säsong, var Mikaela Shiffrin, USA och Marcel Hirscher, Österrike. Både Shiffrin och Hirscher försvarade sina titlar och vann de totala världscuperna på nytt.
Från och med denna säsong hade FIS gjort ändringar i programmet, såtillvida att uppskjutna eller inställda tävlingar inte skulle strykas permanent utan ska genomföras vid senare tillfälle.

## Beskrivning
| SL | Störtlopp           |
| SG | Super-G             |
| SS | Storslalom          |
| S  | Slalom              |
| P  | Parallellslalom     |
| PS | Parallellstorslalom |
| CE | Stadsevenemang      |
| AK | Alpin kombination   |
| LT | Lagtävling          |

## Tävlingsschema och resultat
Liten siffra efter respektive disciplin indikerar tävlingens ordningsföljd.

### Herrar
| Datum                                   | Plats                  | Disciplin | Etta                                                 | Tvåa                                                 | Trea                                                     | Detaljer                                             |
| --------------------------------------- | ---------------------- | --------- | ---------------------------------------------------- | ---------------------------------------------------- | -------------------------------------------------------- | ---------------------------------------------------- |
| 28 oktober 2018                         | Sölden                 | (SS 1)    | Inställd på grund av ymnigt snöfall och hårda vindar | Inställd på grund av ymnigt snöfall och hårda vindar | Inställd på grund av ymnigt snöfall och hårda vindar     | Inställd på grund av ymnigt snöfall och hårda vindar |
| 18 november 2018                        | Levi                   | S 1       | Marcel Hirscher                                      | Henrik Kristoffersen                                 | André Myhrer                                             | Resultat                                             |
| 24 november 2018                        | Lake Louise            | SL 1      | Max Franz                                            | Christof Innerhofer                                  | Dominik Paris                                            | Resultat                                             |
| 25 november 2018                        | Lake Louise            | SG 1      | Kjetil Jansrud                                       | Vincent Kriechmayr                                   | Mauro Caviezel                                           | Resultat                                             |
| 30 november 2018                        | Beaver Creek           | SL 2      | Beat Feuz                                            | Mauro Caviezel                                       | Aksel Lund Svindal                                       | Resultat                                             |
| 1 december 2018                         | Beaver Creek           | SG 2      | Max Franz                                            | Mauro Caviezel                                       | Aksel Lund Svindal Dominik Paris Aleksander Aamodt Kilde | Resultat                                             |
| 2 december 2018                         | Beaver Creek           | SS 2      | Marcel Hirscher                                      | Thomas Tumler                                        | Henrik Kristoffersen                                     | Resultat                                             |
| 8 december 2018                         | Val d'Isère            | SS 3      | Marcel Hirscher                                      | Henrik Kristoffersen                                 | Matts Olsson                                             | Resultat                                             |
| 9 december 2018                         | Val d'Isère            | (S 2)     | Inställd på grund av mycket hårda vindar             | Inställd på grund av mycket hårda vindar             | Inställd på grund av mycket hårda vindar                 | Inställd på grund av mycket hårda vindar             |
| 14 december 2018                        | Val Gardena/Gröden     | SG 3      | Aksel Lund Svindal                                   | Christof Innerhofer                                  | Kjetil Jansrud                                           | Resultat                                             |
| 15 december 2018                        | Val Gardena/Gröden     | SL 3      | Aleksander Aamodt Kilde                              | Max Franz                                            | Beat Feuz                                                | Resultat                                             |
| 16 december 2018                        | Alta Badia             | SS 4      | Marcel Hirscher                                      | Thomas Fanara                                        | Alexis Pinturault                                        | Resultat                                             |
| 17 december 2018                        | Alta Badia             | PS 1      | Marcel Hirscher                                      | Thibaut Favrot                                       | Alexis Pinturault                                        | Resultat                                             |
| 19 december 2018                        | Saalbach-Hinterglemm   | SS (1)    | Žan Kranjec                                          | Loïc Meillard                                        | Mathieu Faivre                                           | Resultat                                             |
| 20 december 2018                        | Saalbach-Hinterglemm   | S 2       | Marcel Hirscher                                      | Loïc Meillard                                        | Henrik Kristoffersen                                     | Resultat                                             |
| 22 december 2018                        | Madonna di Campiglio   | S 3       | Daniel Yule                                          | Marco Schwarz                                        | Michael Matt                                             | Resultat                                             |
| 28 december 2018                        | Bormio                 | SL 4      | Dominik Paris                                        | Christof Innerhofer                                  | Beat Feuz                                                | Resultat                                             |
| 29 december 2018                        | Bormio                 | SG 4      | Dominik Paris                                        | Matthias Mayer                                       | Aleksander Aamodt Kilde                                  | Resultat                                             |
| 1 januari 2019                          | Oslo                   | CE/P1     | Marco Schwarz                                        | Dave Ryding                                          | Ramon Zenhäusern                                         | Resultat                                             |
| 6 januari 2019                          | Zagreb                 | S 4       | Marcel Hirscher                                      | Alexis Pinturault                                    | Manuel Feller                                            | Resultat                                             |
| 12 januari 2019                         | Adelboden              | SS 5      | Marcel Hirscher                                      | Henrik Kristoffersen                                 | Thomas Fanara                                            | Resultat                                             |
| 13 januari 2019                         | Adelboden              | S 5       | Marcel Hirscher                                      | Clément Noël                                         | Henrik Kristoffersen                                     | Resultat                                             |
| 18 januari 2019                         | Wengen                 | AK 1      | Marco Schwarz                                        | Victor Muffat-Jeandet                                | Alexis Pinturault                                        | Resultat                                             |
| 19 januari 2019                         | Wengen                 | SL 5      | Vincent Kriechmayr                                   | Beat Feuz                                            | Aleksander Aamodt Kilde                                  | Resultat                                             |
| 20 januari 2019                         | Wengen                 | S 6       | Clément Noël                                         | Manuel Feller                                        | Marcel Hirscher                                          | Resultat                                             |
| 25 januari 2019                         | Kitzbühel              | SL 6      | Dominik Paris                                        | Beat Feuz                                            | Otmar Striedinger                                        | Resultat                                             |
| 26 januari 2019                         | Kitzbühel              | S 7       | Clément Noël                                         | Marcel Hirscher                                      | Alexis Pinturault                                        | Resultat                                             |
| 27 januari 2019                         | Kitzbühel              | SG 5      | Josef Ferstl                                         | Johan Clarey                                         | Dominik Paris                                            | Resultat                                             |
| 29 januari 2019                         | Schladming             | S 8       | Marcel Hirscher                                      | Alexis Pinturault                                    | Daniel Yule                                              | Resultat                                             |
| 2 februari 2019                         | Garmisch-Partenkirchen | (SL 7)    | Inställd                                             | Inställd                                             | Inställd                                                 | Inställd                                             |
| 3 februari 2019                         | Garmisch-Partenkirchen | (SS 6)    | Inställd                                             | Inställd                                             | Inställd                                                 | Inställd                                             |
| Världsmästerskapen 2019 (5–17 februari) |                        |           |                                                      |                                                      |                                                          |                                                      |
| 19 februari 2019                        | Stockholm              | CE/P 2    | Ramon Zenhäusern                                     | André Myhrer                                         | Marco Schwarz                                            | Resultat                                             |
| 22 februari 2019                        | Bansko                 | AK 2      | Alexis Pinturault                                    | Marcel Hirscher                                      | Štefan Hadalin                                           | Resultat                                             |
| 23 februari 2019                        | Bansko                 | (SG 6)    | Inställd                                             | Inställd                                             | Inställd                                                 | Inställd                                             |
| 24 februari 2019                        | Bansko                 | SS 7      | Henrik Kristoffersen                                 | Marcel Hirscher                                      | Thomas Fanara                                            | Resultat                                             |
| 2 mars 2019                             | Kvitfjell              | SL 8      | Dominik Paris                                        | Beat Feuz                                            | Matthias Mayer                                           | Resultat                                             |
| 3 mars 2019                             | Kvitfjell              | SG 7      | Dominik Paris                                        | Kjetil Jansrud                                       | Beat Feuz                                                | Resultat                                             |
| 9 mars 2019                             | Kranjska Gora          | SS 8      | Henrik Kristoffersen                                 | Rasmus Windingstad                                   | Marco Odermatt                                           | Resultat                                             |
| 10 mars 2019                            | Kranjska Gora          | S 9       | Ramon Zenhäusern                                     | Henrik Kristoffersen                                 | Marcel Hirscher                                          | Resultat                                             |
| 13 mars 2019                            | Soldeu                 | SL 9      | Dominik Paris                                        | Kjetil Jansrud                                       | Otmar Striedinger                                        | Resultat                                             |
| 14 mars 2019                            | Soldeu                 | SG 8      | Dominik Paris                                        | Mauro Caviezel                                       | Vincent Kriechmayr                                       | Resultat                                             |
| 16 mars 2019                            | Soldeu                 | SS 9      | Alexis Pinturault                                    | Marco Odermatt                                       | Žan Kranjec                                              | Resultat                                             |
| 17 mars 2019                            | Soldeu                 | S 10      | Clément Noël                                         | Manuel Feller                                        | Daniel Yule                                              | Resultat                                             |

### Damer
| Datum                                   | Plats                  | Disciplin | Etta                                              | Tvåa                                              | Trea                                              | Detaljer                                          |
| --------------------------------------- | ---------------------- | --------- | ------------------------------------------------- | ------------------------------------------------- | ------------------------------------------------- | ------------------------------------------------- |
| 27 oktober 2018                         | Sölden                 | SS 1      | Tessa Worley                                      | Federica Brignone                                 | Mikaela Shiffrin                                  | Resultat                                          |
| 17 november 2018                        | Levi                   | S 1       | Mikaela Shiffrin                                  | Petra Vlhová                                      | Bernadette Schild                                 | Resultat                                          |
| 24 november 2018                        | Killington             | SS 2      | Federica Brignone                                 | Ragnhild Mowinckel                                | Stephanie Brunner                                 | Resultat                                          |
| 25 november 2018                        | Killington             | S 2       | Mikaela Shiffrin                                  | Petra Vlhová                                      | Frida Hansdotter                                  | Resultat                                          |
| 30 november 2018                        | Lake Louise            | SL 1      | Nicole Schmidhofer                                | Michelle Gisin                                    | Kira Weidle                                       | Resultat                                          |
| 1 december 2018                         | Lake Louise            | SL 2      | Nicole Schmidhofer                                | Cornelia Hütter                                   | Michelle Gisin                                    | Resultat                                          |
| 2 december 2018                         | Lake Louise            | SG 1      | Mikaela Shiffrin                                  | Ragnhild Mowinckel                                | Viktoria Rebensburg                               | Resultat                                          |
| 8 december 2018                         | Sankt Moritz           | SG 2      | Mikaela Shiffrin                                  | Lara Gut-Behrami                                  | Tina Weirather                                    | Resultat                                          |
| 9 december 2018                         | Sankt Moritz           | CE/P 1    | Mikaela Shiffrin                                  | Petra Vlhová                                      | Wendy Holdener                                    | Resultat                                          |
| 14 december 2018                        | Val d'Isère            | (AK 1)    | Inställd på grund av varm temperatur och snöbrist | Inställd på grund av varm temperatur och snöbrist | Inställd på grund av varm temperatur och snöbrist | Inställd på grund av varm temperatur och snöbrist |
| 15 december 2018                        | Val d'Isère            | (SL 3)    | Inställd på grund av varm temperatur och snöbrist | Inställd på grund av varm temperatur och snöbrist | Inställd på grund av varm temperatur och snöbrist | Inställd på grund av varm temperatur och snöbrist |
| 16 december 2018                        | Val d'Isère            | (SG 3)    | Inställd på grund av varm temperatur och snöbrist | Inställd på grund av varm temperatur och snöbrist | Inställd på grund av varm temperatur och snöbrist | Inställd på grund av varm temperatur och snöbrist |
| 18 december 2018                        | Val Gardena/Gröden     | SL 3      | Ilka Štuhec                                       | Nicol Delago                                      | Ramona Siebenhofer                                | Resultat                                          |
| 19 december 2018                        | Val Gardena/Gröden     | SG 3      | Ilka Štuhec                                       | Tina Weirather Nicole Schmidhofer                 | —                                                 | Resultat                                          |
| 21 december 2018                        | Courchevel             | SS 3      | Mikaela Shiffrin                                  | Viktoria Rebensburg                               | Tessa Worley                                      | Resultat                                          |
| 22 december 2018                        | Courchevel             | S 3       | Mikaela Shiffrin                                  | Petra Vlhová                                      | Frida Hansdotter                                  | Resultat                                          |
| 28 december 2018                        | Semmering              | SS 4      | Petra Vlhová                                      | Viktoria Rebensburg                               | Tessa Worley                                      | Resultat                                          |
| 29 december 2018                        | Semmering              | S 4       | Mikaela Shiffrin                                  | Petra Vlhová                                      | Wendy Holdener                                    | Resultat                                          |
| 1 januari 2019                          | Oslo                   | CE/P 2    | Petra Vlhová                                      | Mikaela Shiffrin                                  | Wendy Holdener                                    | Resultat                                          |
| 5 januari 2019                          | Zagreb                 | S 5       | Mikaela Shiffrin                                  | Petra Vlhová                                      | Wendy Holdener                                    | Resultat                                          |
| 8 januari 2019                          | Flachau                | S 6       | Petra Vlhová                                      | Mikaela Shiffrin                                  | Katharina Liensberger                             | Resultat                                          |
| 12 januari 2019                         | Sankt Anton            | (SL 4)    | Inställd                                          | Inställd                                          | Inställd                                          | Inställd                                          |
| 13 januari 2019                         | Sankt Anton            | (SG 4)    | Inställd                                          | Inställd                                          | Inställd                                          | Inställd                                          |
| 15 januari 2019                         | Kronplatz              | SS 5      | Mikaela Shiffrin                                  | Tessa Worley                                      | Marta Bassino                                     | Resultat                                          |
| 18 januari 2019                         | Cortina d'Ampezzo      | SL 4      | Ramona Siebenhofer                                | Ilka Štuhec                                       | Stephanie Venier                                  | Resultat                                          |
| 19 januari 2019                         | Cortina d'Ampezzo      | SL 5      | Ramona Siebenhofer                                | Nicole Schmidhofer                                | Ilka Štuhec                                       | Resultat                                          |
| 20 januari 2019                         | Cortina d'Ampezzo      | SG 5      | Mikaela Shiffrin                                  | Tina Weirather                                    | Tamara Tippler                                    | Resultat                                          |
| 26 januari 2019                         | Garmisch-Partenkirchen | SG 6      | Nicole Schmidhofer                                | Sofia Goggia                                      | Lara Gut-Behrami                                  | Resultat                                          |
| 27 januari 2019                         | Garmisch-Partenkirchen | SL 6      | Stephanie Venier                                  | Sofia Goggia                                      | Kira Weidle                                       | Resultat                                          |
| 1 februari 2019                         | Maribor                | SS 6      | Mikaela Shiffrin Petra Vlhová                     |                                                   | Ragnhild Mowinckel                                | Resultat                                          |
| 2 februari 2019                         | Maribor                | S 7       | Mikaela Shiffrin                                  | Anna Swenn-Larsson                                | Wendy Holdener                                    | Resultat                                          |
| Världsmästerskapen 2019 (5–17 februari) |                        |           |                                                   |                                                   |                                                   |                                                   |
| 19 februari 2019                        | Stockholm              | CE/P 3    | Mikaela Shiffrin                                  | Christina Geiger                                  | Anna Swenn-Larsson                                | Resultat                                          |
| 23 februari 2019                        | Crans-Montana          | SL 7      | Sofia Goggia                                      | Joana Hählen                                      | Lara Gut-Behrami                                  | Resultat                                          |
| 24 februari 2019                        | Crans-Montana          | AK 2      | Federica Brignone                                 | Roni Remme                                        | Wendy Holdener                                    | Resultat                                          |
| 1 mars 2019                             | Sotji                  | SL 8      | Inställd                                          | Inställd                                          | Inställd                                          | Inställd                                          |
| 2 mars 2019                             | Sotji                  | SG 7      | Inställd                                          | Inställd                                          | Inställd                                          | Inställd                                          |
| 3 mars 2019                             | Sotji                  | SG 8      | Inställd                                          | Inställd                                          | Inställd                                          | Inställd                                          |
| 8 mars 2019                             | Špindlerův Mlýn        | SS 7      | Petra Vlhová                                      | Viktoria Rebensburg                               | Mikaela Shiffrin                                  | Resultat                                          |
| 9 mars 2019                             | Špindlerův Mlýn        | S 8       | Mikaela Shiffrin                                  | Wendy Holdener                                    | Petra Vlhová                                      | Resultat                                          |
| 13 mars 2019                            | Soldeu                 | SL 9      | Mirjam Puchner                                    | Viktoria Rebensburg                               | Corinne Suter                                     | Resultat                                          |
| 14 mars 2019                            | Soldeu                 | SG 8      | Viktoria Rebensburg                               | Tamara Tippler                                    | Federica Brignone                                 | Resultat                                          |
| 16 mars 2019                            | Soldeu                 | S 9       | Mikaela Shiffrin                                  | Wendy Holdener                                    | Petra Vlhová                                      | Resultat                                          |
| 17 mars 2019                            | Soldeu                 | SS 8      | Mikaela Shiffrin                                  | Alice Robinson                                    | Petra Vlhová                                      | Resultat                                          |

### Mixed/lagtävling
| Datum        | Plats  | Disciplin | Etta                                                                              | Tvåa | Trea                                                                                   | Detaljer |
| 15 mars 2019 | Soldeu | LT 1      | Schweiz Aline Danioth Wendy Holdener Sandro Simonet* Daniel Yule Ramon Zenhäusern | Norge Mina Fürst Holtmann Sebastian Foss-Solevåg Kristin Lysdahl* Leif Kristian Haugen Thea Louise Stjernesund Rasmus Windingstad* | Tyskland Lena Dürr Christina Geiger Fabian Himmelsbach Alexander Schmid* Anton Tremmel | Resultat |

* Reserver

## Världscupställning

### Herrar
Uppdaterat 24 mars 2019
| Placering | efter 38 av 38 tävlingar | Poäng |
| --------- | ------------------------ | ----- |
| 1.        | Marcel Hirscher          | 1 546 |
| 2.        | Alexis Pinturault        | 1 145 |
| 3.        | Henrik Kristoffersen     | 1 047 |
| 4.        | Dominik Paris            | 950   |
| 5.        | Vincent Kriechmayr       | 739   |

| Placering | efter 8 av 8 tävlingar  | Poäng |
| --------- | ----------------------- | ----- |
| 1.        | Beat Feuz               | 540   |
| 2.        | Dominik Paris           | 520   |
| 3.        | Vincent Kriechmayr      | 339   |
| 4.        | Aleksander Aamodt Kilde | 284   |
| 5.        | Mauro Caviezel          | 282   |

| Placering | efter 7 av 7 tävlingar  | Poäng |
| --------- | ----------------------- | ----- |
| 1.        | Dominik Paris           | 430   |
| 2.        | Vincent Kriechmayr      | 346   |
| 3.        | Mauro Caviezel          | 324   |
| 4.        | Kjetil Jansrud          | 316   |
| 5.        | Aleksander Aamodt Kilde | 299   |

| Placering | efter 9 av 9 tävlingar | Poäng |
| --------- | ---------------------- | ----- |
| 1.        | Marcel Hirscher        | 680   |
| 2.        | Henrik Kristoffersen   | 516   |
| 3.        | Alexis Pinturault      | 469   |
| 4.        | Žan Kranjec            | 344   |
| 5.        | Loïc Meillard          | 313   |

| Placering | efter 12 av 12 tävlingar | Poäng |
| --------- | ------------------------ | ----- |
| 1.        | Marcel Hirscher          | 786   |
| 2.        | Clément Noël             | 551   |
| 3.        | Daniel Yule              | 551   |
| 4.        | Ramon Zenhäusern         | 521   |
| 5.        | Henrik Kristoffersen     | 516   |

| Placering | efter 2 av 2 tävlingar | Poäng |
| --------- | ---------------------- | ----- |
| 1.        | Alexis Pinturault      | 160   |
| 2.        | Marco Schwarz          | 100   |
| 3.        | Mauro Caviezel         | 90    |
| 4.        | Riccardo Tonetti       | 82    |
| 5.        | Victor Muffat-Jeandet  | 80    |
| 5.        | Marcel Hirscher        | 80    |

### Damer
Uppdaterat 24 mars 2019
| Placering | efter 35 av 35 tävlingar | Poäng |
| --------- | ------------------------ | ----- |
| 1.        | Mikaela Shiffrin         | 2 204 |
| 2.        | Petra Vlhová             | 1 355 |
| 3.        | Wendy Holdener           | 1 079 |
| 4.        | Viktoria Rebensburg      | 814   |
| 5.        | Nicole Schmidhofer       | 771   |

| Placering | efter 8 av 8 tävlingar | Poäng |
| --------- | ---------------------- | ----- |
| 1.        | Nicole Schmidhofer     | 468   |
| 2.        | Stephanie Venier       | 372   |
| 3.        | Ramona Siebenhofer     | 354   |
| 4.        | Ilka Štuhec            | 343   |
| 5.        | Kira Weidle            | 307   |

| Placering | efter 6 av 6 tävlingar | Poäng |
| --------- | ---------------------- | ----- |
| 1.        | Mikaela Shiffrin       | 350   |
| 2.        | Nicole Schmidhofer     | 303   |
| 3.        | Tina Weirather         | 268   |
| 4.        | Viktoria Rebensburg    | 257   |
| 5.        | Ragnhild Mowinckel     | 247   |

| Placering | efter 8 av 8 tävlingar | Poäng |
| --------- | ---------------------- | ----- |
| 1.        | Mikaela Shiffrin       | 615   |
| 2.        | Petra Vlhová           | 478   |
| 3.        | Tessa Worley           | 460   |
| 4.        | Viktoria Rebensburg    | 380   |
| 5.        | Federica Brignone      | 360   |

| Placering | efter 12 av 12 tävlingar | Poäng |
| --------- | ------------------------ | ----- |
| 1.        | Mikaela Shiffrin         | 1 160 |
| 2.        | Petra Vlhová             | 877   |
| 3.        | Wendy Holdener           | 681   |
| 4.        | Anna Swenn-Larsson       | 486   |
| 5.        | Frida Hansdotter         | 479   |

| Placering | efter 1 av 1 tävling | Poäng |
| --------- | -------------------- | ----- |
| 1.        | Federica Brignone    | 100   |
| 2.        | Roni Remme           | 80    |
| 3.        | Wendy Holdener       | 60    |
| 4.        | Rahel Kopp           | 50    |
| 5.        | Patrizia Dorsch      | 45    |